# Queen's Park Football Club
Queen's Park Football Club er en fodboldklub i Glasgow, Skotland. Klubben er for tiden den eneste amatørklub i Scottish Football League. Klubbens amatørstatus er reflekteret i dens motto "Ludere Causa Ludendi" – at spille for spillets skyld.
Queen's Park blev grundlagt i 1867 og er dermed den ældste fodboldklub i Skotland, og den er samtidig den ældste fodboldklub i verden uden for England og Wales. Klubben har vundet Scottish Cup ti gange, senest i 1893, og er dermed den klub, der har vundet turneringen tredjefest gange, kun overgået af Celtic FC og Rangers FC. Queen's Park blev medlem af Scottish Football League i 1900, men det var efter klubbens storhedstid var ovre, og holdets bedste ligaplacering blev 5.-pladsen i 1929.
Queen's Park er endvidere den eneste skotske fodboldklub, der har spillet i en FA Cup-finale, hvilket skete i 1884 og 1885.
Klubben har hjemmebane på Hampden Park i det sydøstlige Glasgow, som også er hjemmebane for Skotlands fodboldlandshold og hovedkvarter for Scottish Football Association. 